# Liste des phares de la Californie

Californie

Liste des phares de la Californie : Autrefois territoire mexicain, la Californie est devenue un territoire américain après la guerre mexicaine de 1848. Les premiers phares ont été construits quelques années plus tard, après la ruée vers l'or en Californie.
L'aide à la navigation maritime aux États-Unis est gérée et entretenue par la Garde côtière américaine, et les phares de l'État de Californie sont entretenus par le Eleventh Coast Guard District  (District 11 de la Garde côtière) . Bien qu'il n'y ait pas de société d'état des phares, il y a des groupes de préservation locaux pour presque tous les phares principaux. La propriété (et parfois l'exploitation) des phares historiques ont été transférées aux autorités locales ou à des associations de préservation.
Les phares sont classés du nord vers le sud. Certains phares sont inscrits au Registre national des lieux historiques. (avec *)

## Californie du Nord

### Comté de Del Norte

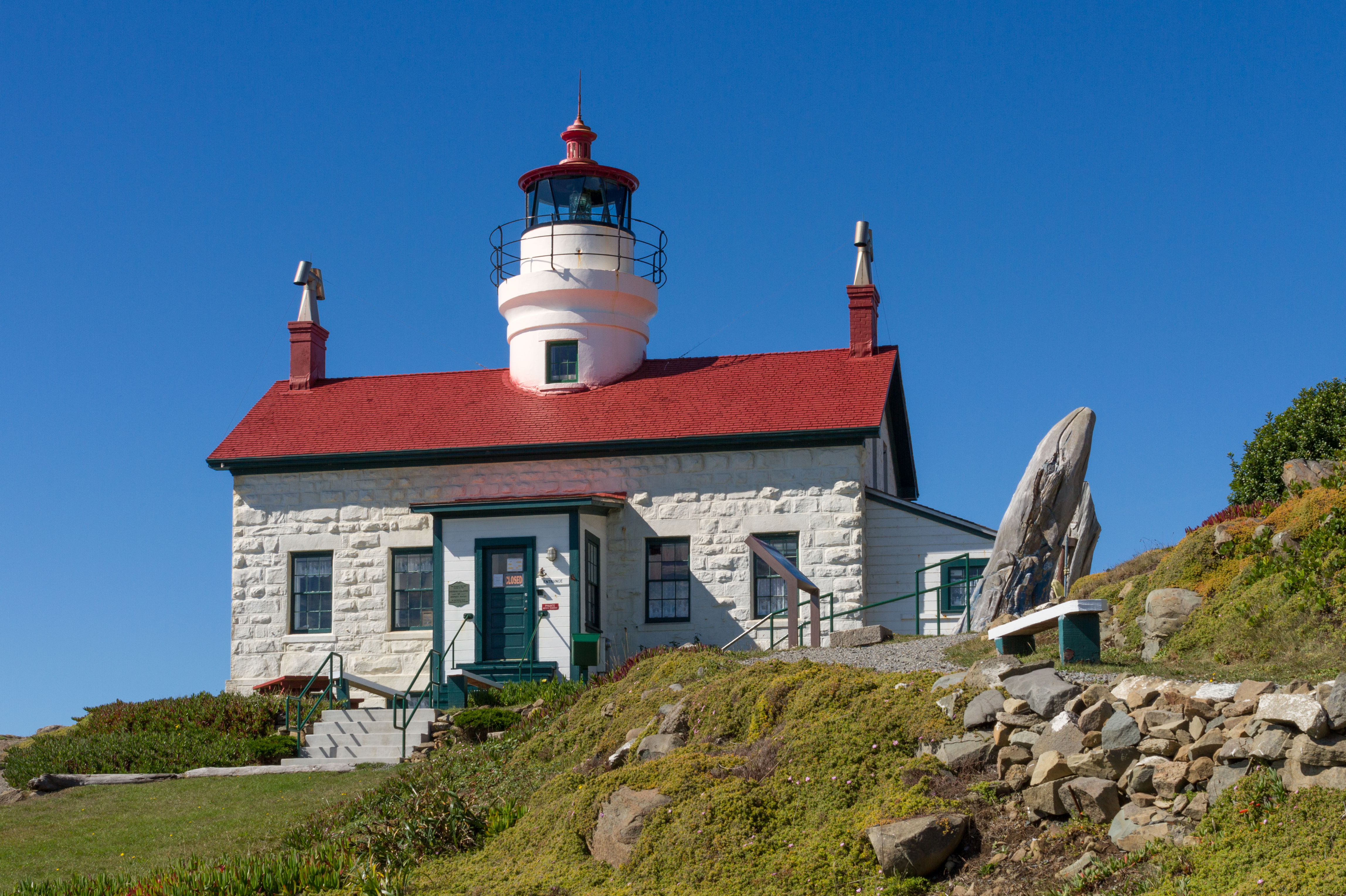
Phare de Battery Point

- Phare de St George Reef *
- Phare de Battery Point *

### Comté de Humboldt
- Phare de Trinidad Head *
- Phare de Humboldt Harbor (Détruit)

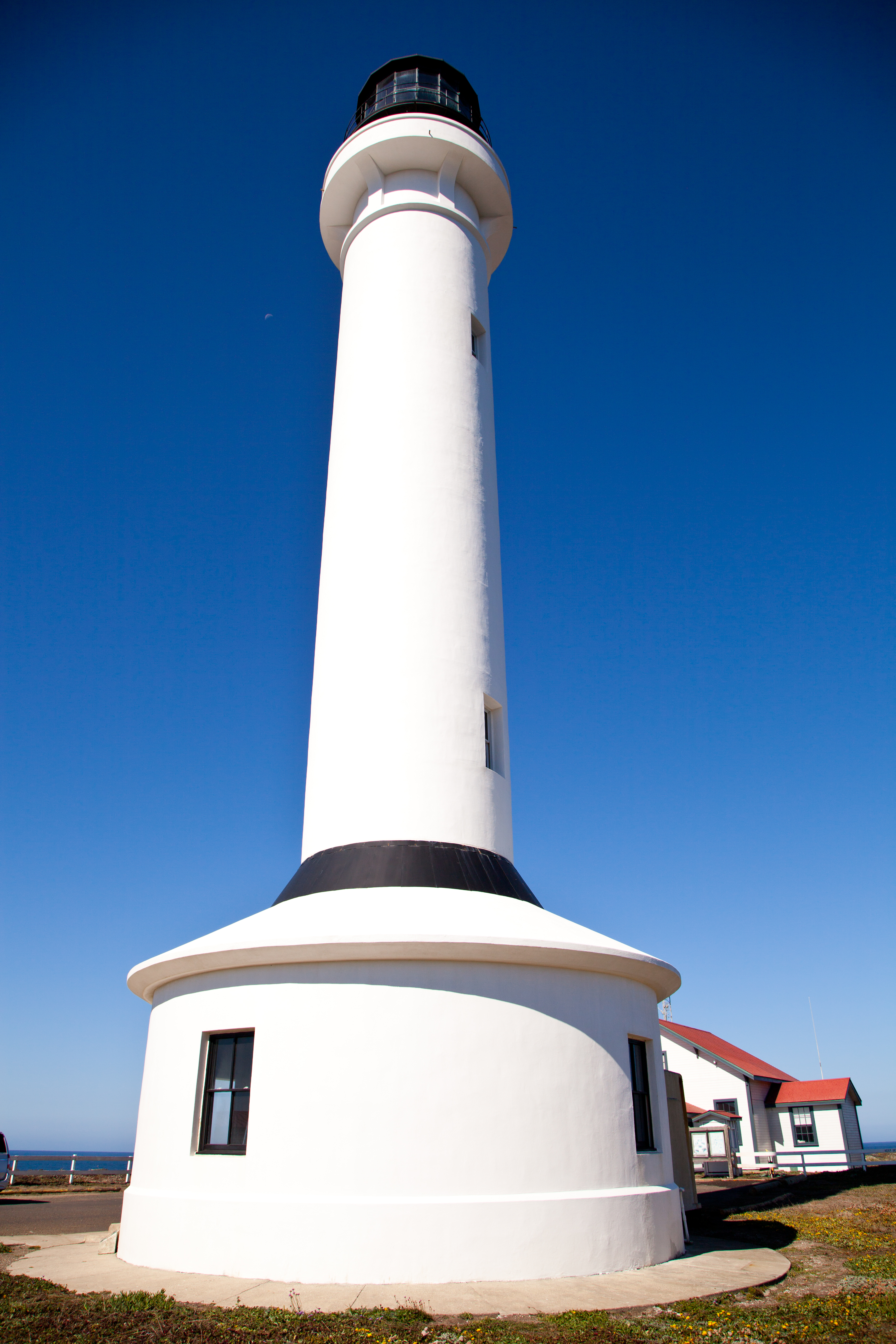
Phare de Point Arena

- Phare de Table Bluff (Inactif)
- Phare du cap Mendocino (Inactif)
- Phare de Punta Gorda (Inactif) *

### Comté de Mendocino
- Phare de Point Cabrillo *
- Phare de Point Arena *

### Comté de Marin
- Phare de Point Reyes *
- Phare de Point Bonita *
- Phare de Point Diablo
- Phare de Lime Point
- Phare de Point Stuart
- Phare de Point Blunt

### San Francisco
- Phare de Yerba Buena *
- Phare d'Alcatraz

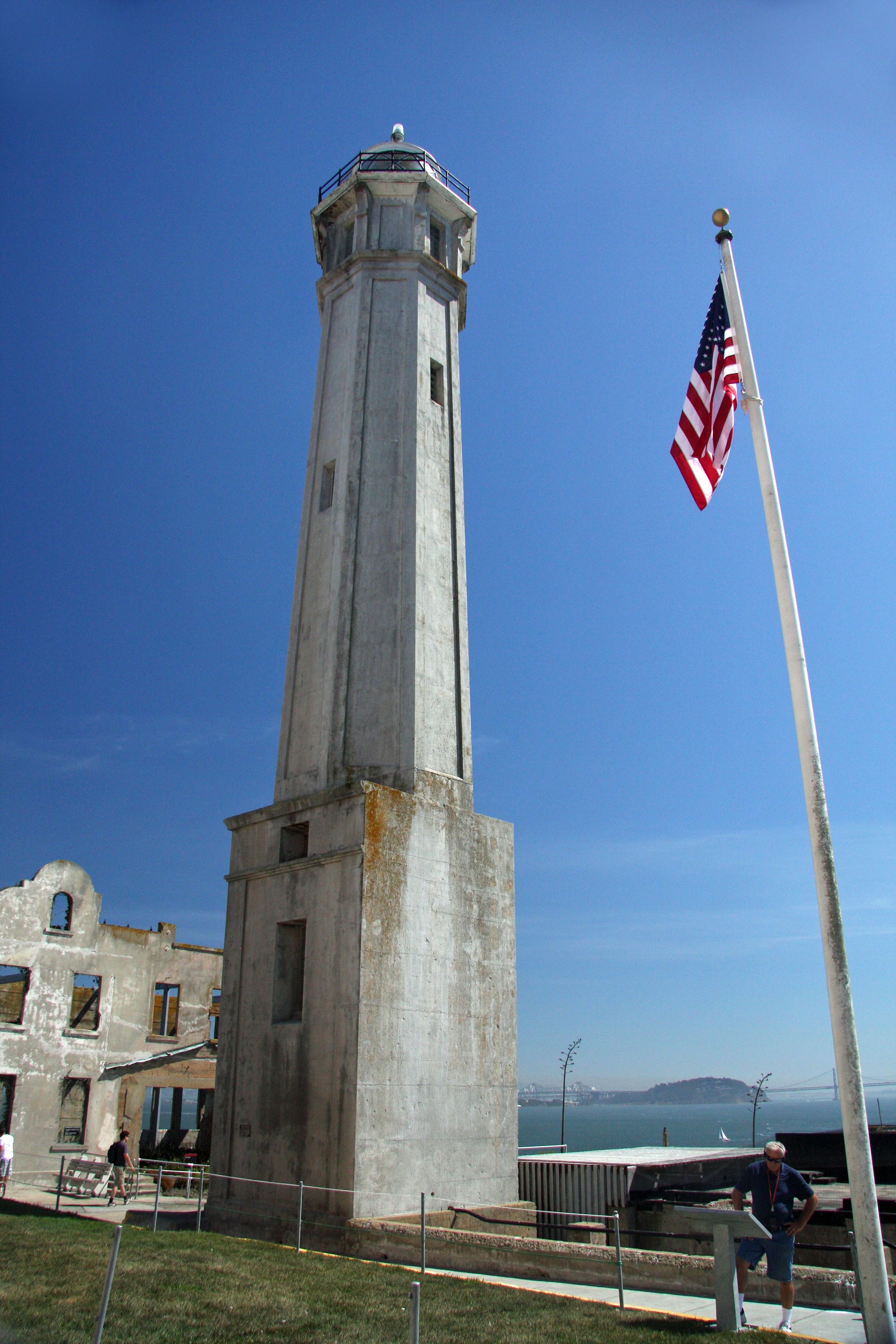
Phare d'Alcatraz

- Phare de Fort Point (Californie) *
- Phare de Mile Rocks
- Phare des îles Farallon

### Comté de Solano
- Phare de Carquinez Strait (Inactif)
- Phare de Roe Island (Détruit)
- Phare de Mare Island (Démoli)

### Comté de Contra Costa

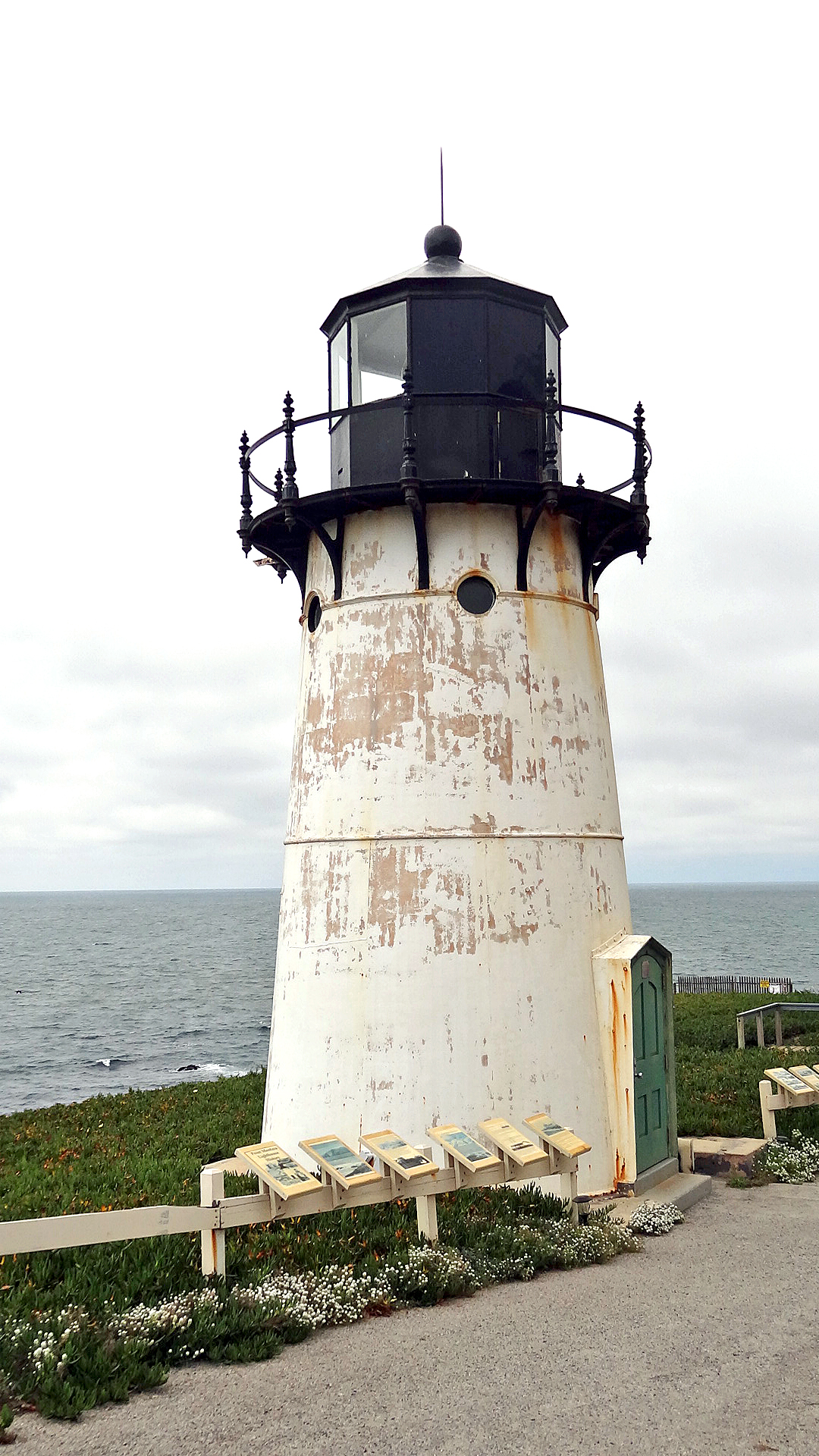
Phare de Point Montara

- Phare de Southampton Shoal
- Phare d'East Brother Island *

### Comté d'Alameda
- Phare d'Oakland Harbor

### Comté de San Mateo
- Phare de Point Montara *
- Phare de Pigeon Point *
- Phare d'Año Nuevo (Inactif)

### Comté de Santa Cruz
- Phare de Santa Cruz
- Phare de Santa Cruz (Surfing Museum)

### Comté de Monterey
- Phare de Point Pinos *
- Phare de Point Sur *

### Comté d'El Dorado,Lac Tahoe
- Phare de Rubicon Point (Inactif)
- Phare de Sugar Pine Point

## Californie du Sud

### Comté de San Luis Obispo
- Phare de Piedras Blancas *

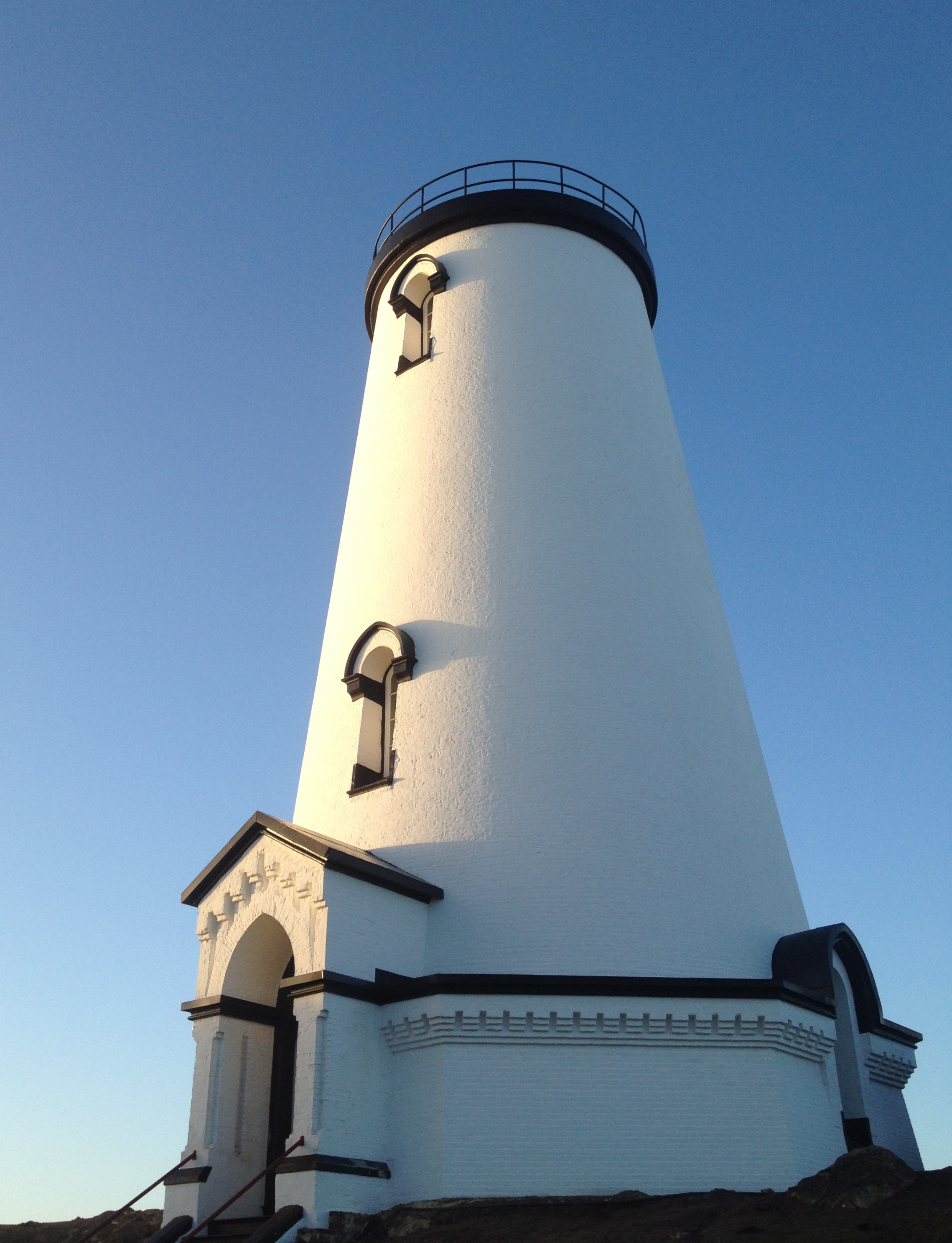
Phare de Piedras Blancas

- Phare de Point San Luis (Inactif) *

### Comté de Santa Barbara
- Phare de Point Arguello
- Phare de Point Conception *
- Phare de Santa Barbara

### Comté de Ventura
- Phare de Point Hueneme
- Phare d'Anacapa *

### Comté de Los Angeles

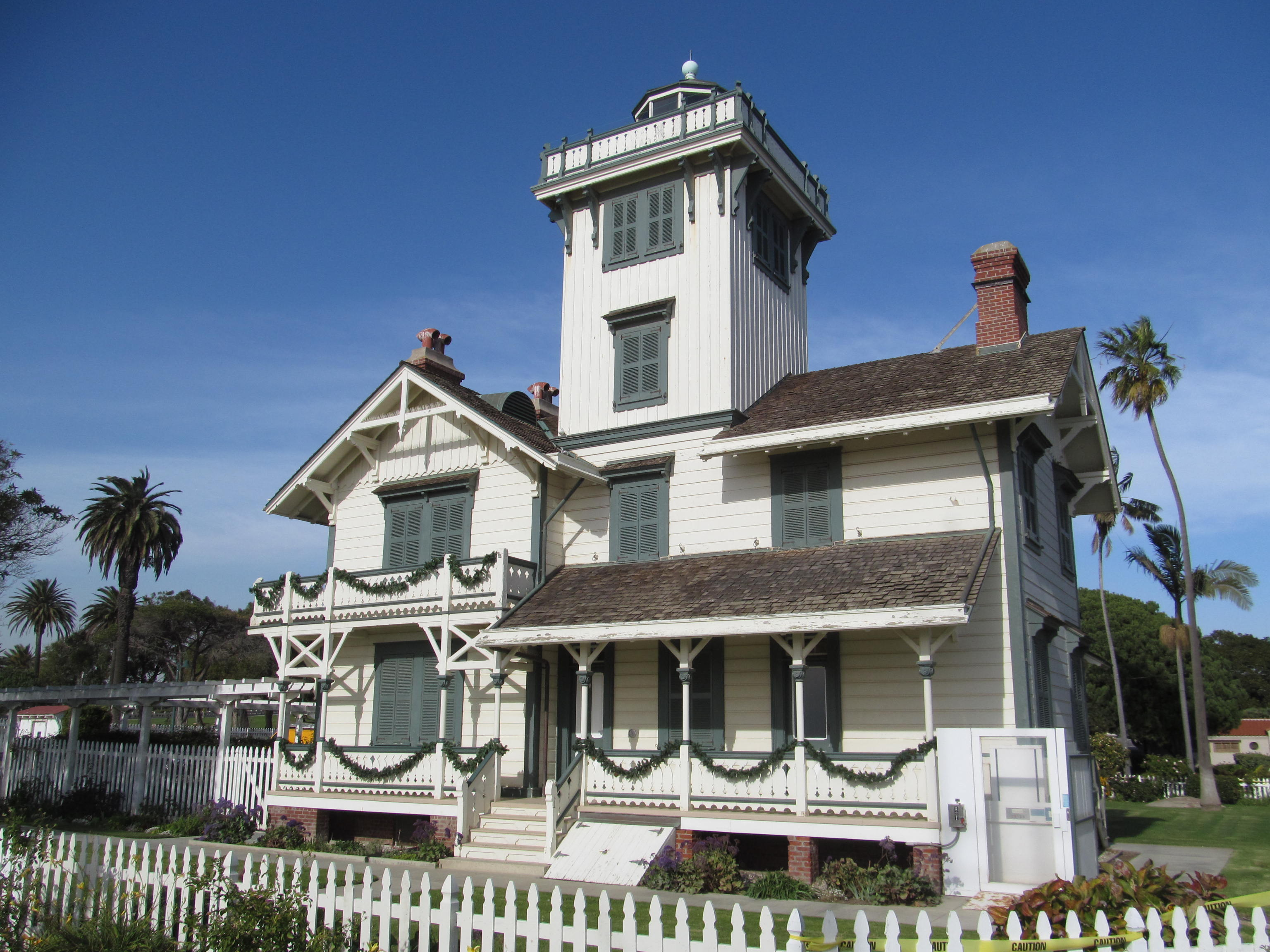
Phare de Point Fermin

- Phare de Point Vicente *
- Phare de Point Fermin *
- Phare de Los Angeles *
- Phare de Long Beach

### Comté de San Diego
- Phare de Ballast Point (Démoli)
- Phare de Point Loma (1855) *
- Phare de Point Loma (1891)